# 扁吻油鰻
扁吻油鰻為輻鰭魚綱鰻鱺目糯鰻亞目蛇鰻科的其中一種，分布於中西大西洋區，包括墨西哥灣、加勒比海及南美洲北部海域，棲息深度可達186公尺，體長可達21公分，棲息在沿海海域，屬肉食性，生活習性不明。

## 擴展閱讀
維基物種上的相關：扁吻油鰻